# T-111 (戦車)
T-111はソビエト連邦の試作戦車である。T-46-5とも呼ばれる。

## 概要
1936年頃からソ連において、中戦車、重戦車の開発が本格的に始まるに至り、レニングラードのキーロフ第185工場で1938年4月に本車の試作品が製造された。
世界初の電気溶接による複合装甲が砲塔に使用され、45mm主砲(もしくは37mm)による高い攻撃力、30tクラスで最高60mmという重装甲でありながら、最高時速が辛うじて30km台であるなど、当時としては優秀な性能を誇った。
この時点で労農赤軍の主力中戦車であったT-26（T-26は軽戦車だが、当時のソ連の中戦車はT-28のような多砲塔戦車であり、第二次世界大戦中末期の中戦車とはニュアンスが異なると思われる）に代わる主力戦車として期待され、搭乗員は3人で、主砲の砲弾は121発収容可能であった。

## 生産
しかしこのように優秀な性能を持っていた一方で構造が複雑で量産に適さないとして、本車自体は試作の域を出ることは出来ず、生産はされていない。
本車の設計思想はその後のソ連の中戦車開発において重視され、また設計に携わったコーシュキン技師（後にT-34を製作）ら開発スタッフは顕彰されている。

## その他性能諸元
登坂性能は28°まで、1~2m程度の溝を突破することが可能だった。
車体底面、天井の装甲厚は20mmだったが、その他は軒並み50~60mmでバランスが取れていた。
クリアランスは390mm確保されている。

## 参考
- А. Г. Солянкин, М. В. Павлов, И. В. Павлов, И. Г. Желтов. Отечественные бронированные машины. XX век. 1905—1941 — Москва: Экспринт, 2002. — Т. 1. — 344 с. — 2000 экз. — ISBN 5-94038-030-1.